# DJ Khaled
Khaled Mohamed Khaled (Nova Orleans, Louisiana, 26 de novembre de 1975), més conegut pel seu nom artístic DJ Khaled, és un DJ estatunidenc, executiu discogràfic, productor discogràfic, home de moda i personalitat mediàtica.
Khaled va guanyar protagonisme com a presentador de ràdio a la dècada del 1990 a l'emissora de ràdio 99 Jamz, i aquesta popularitat li va permetre treballar amb Terror Squad com a DJ per a les seves actuacions en directe. Després d'obtenir rellevància en el grup, Khaled va llançar el seu àlbum de debut d'estudi Listennn ... the Album el 2006, que va obtenir la certificació d'or. El va seguir amb l'àlbum We the Best (2007), que contenia els 20 primers senzills " I'm So Hood ". Els seus dos darrers llançaments, We Global (2008) i Victory (2010), es van publicar després de fundar el segell discogràfic We the Best Music Group. Tots dos àlbums es van classificar entre els deu primers llocs del Billboard 200 dels Estats Units, amb aquest darrer contingut del senzill "All I Do Is Win", que finalment va rebre el triple platí.
El seu cinquè àlbum d'estudi We the Best Forever (2011) també va tenir un èxit comercial similar i va ajudar a portar Khaled a la fama internacional, ja que presentava la cançó "I'm on One", que va ser el seu primer èxit que va arribar a estar entre els deu primers. Els seus sisè i setè àlbums, Kiss the Ring (2012) i Suffering from Success (2013), es classifiquen entre els deu primers llocs del Billboard 200 i el seu vuitè àlbum d'estudi, I Changed a Lot (2015), va arribar al número 12. El 2015 i el 2016 va guanyar l'atenció mundial com a personalitat mediàtica, aconseguint un gran seguiment a les xarxes socials. Això preveia el llançament del seu novè àlbum d'estudi Major Key (2016), que va obtenir èxit de crítica i comercial; va debutar dalt del Billboard 200, va obtenir la certificació d'or i va rebre una nominació als Grammy al millor àlbum de rap.
Va publicar el seu desè àlbum d'estudi, Grateful, el 2017, que contenia els senzills "I'm the One" i "Wild Thoughts", que figuraven al número u i al número dos del Billboard Hot 100, respectivament. L'àlbum va debutar al número u del Billboard 200 i també va ser certificat platí. El seu onzè àlbum, Father of Asahd, es va publicar el 2019; va arribar al número dos, i la cançó "Higher" va guanyar la millor actuació de rap / cant en la 62a edició dels premis Grammy, la primera victòria del premi Grammy de Khaled.
Més enllà de la música, Khaled ha guanyat èxit com a escriptor, amb el seu llibre The Keys que va aparèixer a la llista dels més venuts del New York Times. També ha participat com a actor, apareixent a Spies in Disguise (2019) i Bad Boys for Life (2020).

## Discografia
- Listennn... the Album (2006)
- We the Best (2007)
- We Global (2008)
- Victory (2010)
- We the Best Forever (2011)
- Kiss the Ring (2012)
- Suffering from Success (2013)
- I Changed a Lot (2015)
- Major Key (2016)
- Grateful (2017)
- Father of Asahd (2019)
- Khaled Khaled (2020)